# Райські птахи (фільм)
«Райські птахи» (робоча назва "Обранець") — український художній фільм режисера Романа Балаяна, створений у 2008 році за підтримки Міністерства культури.
Зйомки відбувались в Україні і Франції.
Фільм створено за мотивами творів відомого письменника-дисидента Дмитра Савицького «Вальс для К.» та «Нізвідки з любов`ю», в яких автор фокусується на темі духовної свободи особистості. Лише за цієї умови можливий політ душі, який є основою творчості. Інакше індивідуум не спроможний витримати ні жорсткого натиску тоталітарної системи, ні оманливе «закордоння», яке вимагає змін у світосприйнятті. Цей фільм -  про рідкісний талант бути вільним, який дає енергію творчості та любові. І про любов до свободи, яка дає силу протистояти всьому, – хоч цілій державній системі. Кінострічка по-балаянівськи неспішна, наповнена роздумами, дуже красива і могутньо енергетична. «Райські птахи», як і всі попередні роботи Романа Балаяна, потребує праці душі. У фільмі не так багато подій і немає довгих діалогів. Актори — Олег Янковський, Андрій Кузічев, Оксана Акіньшина, Єгор Пазенко, Сергій Романюк, — дуже точно передають внутрішній стан своїх героїв: відчутну радість життя, творчості, кохання, біль втрат та безвихідь.
Світова прем'єра стрічки відбулась у рамках конкурсу 30-го ММКФ , а пізніше взяла участь у п’яти кінофорумах (нагороди: «Золоте яблуко» за кращу режисуру, приз кінофестивалю «Московська прем’єра» Андрію Кузічеву та приз МКФ «Кіношок 2008» Сергію Романюку як кращому актору). У 2009 році фільм завоював кінопремію «Ніка» в номінації «Найкращий фільм країн СНД та Балтії», а українська прем' єра стрічки відбулась в рамках 38-го кінофестивалю "Молодість", де стрічка стала фільмом відкриття.

## Синопсис
Дія фільму розгортається в СРСР початку 1980-х років. Масові переслідування начебто в минулому, але слухати закордонні радіостанції все ще заборонено, а висловлювати свої думки у присутності сторонніх людей — небезпечно. Кожен стук у двері все ще змушує здригатися. Слова правди звучать лише на кухнях, за заштореними вікнами, та пробиваються в машинописних книгах — «самвидаві». Їх передають тихо, поволі, лише перевіреним друзям, побоюючись переслідувань. Головним героям належить виступити проти нелюдяної державної машини, поставити свої життя на шлях до справжньої свободи. Зупинити людину не в змозі ніхто і ніщо.

Роман Балаян про фільм:
«Мені важливо зробити картину різко, залишивши глядачів наодинці зі своїми переживаннями. Важливо, щоб навіть сама зачерствіла душа відчула, що таке несвобода і цензура. І щоб ніколи не повернулися ті часи, коли люди не могли говорити правду».

## У ролях
- Олег Янковський — Микола
- Андрій Кузичев — Сергій Голобородько
- Єгор Пазенко — Микита
- Оксана Акіньшина — Катруся
- Сергій Романюк — слідчий
- Світлана Штанько — Джемма
- Валентин Томусяк — Валентин
- Олександр Крижанівський — співробітник КДБ

## Український дубляж
В оригіналі фільм знятий російською. У 2008 році фільм було дубльовано українською, режисером дубляжу виступив сам Роман Балаян й був ним задоволений.
Ролі дублювали:
- Олексій Горбунов — Микола
- Віталій Лінецький — Сергій Голобородько
- ??? — Микита
- ??? — Катруся
- ??? — слідчий
- ??? — Джемма
- ??? — Валентин
- ??? — співробітник КДБ